# 网络创世纪
《網路創世紀》（簡稱「UO」）是由美商藝電旗下的Origin Systems工作室的資深遊戲製作人理查·蓋瑞特，帶領開發的一個以創世紀系列為背景的大型多人線上角色扮演遊戲（MMORPG）。最大特色在於遊戲內容的自由多元，以及玩家角色的可塑性。

## 營運概況
《網路創世紀》開發計劃始於1995年，1996年5月的E3大展上以「Ultima Online：Shattered Legacy」（網路創世紀：破碎的遺產）名稱正式展出，1997年9月開始收費營運，Origin Systems於2004年解散後，目前由同屬美商藝電旗下的Mythic Entertainment接手開發並持續改版至今，為公認史上持續營運最久的 MMORPG並列入金氏世界記錄 。
營運初期僅有北美地區有架設遊戲伺服器，到1998年12月時訂戶已達10萬。隨著全球訂戶不斷增加，為擴大營運於1999年起陸續在日本、歐洲、南韓、台灣、澳洲增設伺服器，2002年2月訂戶增至15萬，在全盛時期的2003年達到25萬的最高峰，但在2006年時下降至13萬5千（其中大約7萬來自日本）。
美商藝電宣佈，位於台灣的Formosa伺服器於1999年12月24日正式營運，為當時亞洲的第8個伺服器，全球第20個，台灣的《網路創世紀》官方網站也同時成立，但2011年因美國EA對亞洲區營運策略調整，該網站於同年7月1日隨著台灣EA結束營運而關閉，但不影響Formosa伺服器運作。
目前收費方式信用卡訂戶為每月12.99美元，亦可在官方的Origin Store網站購得時間碼。

## 歷史起源與世界觀

次世代（T2A）時期的不列顛尼亞全圖。

索沙利亞（Sosaria），一個存在著神秘技能和古老巫術的星球。在黑暗紀元（Age of Darkness）初期，邪惡巫師蒙丹（Mondain）掌控了不朽寶珠（Gem of Immortality）的巨大魔力，將索沙利亞禁錮於寶珠之中並受其殘酷統治。一個來自異世界，預言中的陌生人（創世紀系列中皆由玩家所扮演，被稱為聖者或Avatar的角色）擊敗了蒙丹並打碎不朽寶珠，雖使人民脫離了蒙丹的魔掌，但索沙利亞卻未能脫離不朽寶珠的束縛，在其碎裂的同時也使得更多索沙利亞被複製誕生，它們被稱為Shards，這些碎片們代表著每一個遊戲伺服器，也代表著每一個獨立運行的索沙利亞。
黑暗紀元結束啟元時代（Age of Enlightment）來臨，強大的不列顛王統一了索沙利亞並改名為不列顛尼亞（Britannia），此後不列顛尼亞成為《網路創世紀》中世界的代名詞，《網路創世紀》的最初版本與架構也由此展開，日後改版更多的城市和大陸也被建立和擴張。
建築在索沙利亞古代城邦的基礎之上，每個城市都有它的故事，而其中八座主要城市也分別為八大美德之象徵，例如王都不列顛城（Britain），不列顛尼亞的政治與商業中心，也是世界的中心，經緯度由不列顛王座劃定延伸，同時它也是憐憫之城，皇家歌劇院和音樂廳的發源地；又如紫杉城（Yew），被大森林所環繞的公正之城，也是人神修道院和不列顛尼亞法院與監獄所在地；有勇氣之城稱號的傑倫城（Jhelom），是眾多戰士和遊俠聚集之地，也因當地出產的精良武器和格鬥會場聞名。城市提供冒險家生活機能：商販交易、技能學習、旅店住宿、銀行存取，寵物寄放等。
不列顛尼亞並非是個友善的世界，野外之地危機四伏，殘暴嗜血的生物在黑暗中凝視旅者，大洋中的海盜怪物們對船員虎視眈眈。雖然出城會失去警衛的保護，但也是旅者們磨練技能和發財的機會。八座反美德地城是《網路創世紀》早期的主要獵場，也是怪物和Pker充斥之地，改版後的不列顛尼亞被區分為和平與殺戮之地，和平之地可免除PK顧慮安心狩獵。這個世界提供著財富資源卻也潛藏黑暗力量，就等著冒險家們成群結伴來探險。

## 遊戲特色
- 無國界的遊戲

《網路創世紀》沒有國界之分。不同於部份MMORPG以區域性經營並封鎖海外IP的營運方式，《網路創世紀》的所有伺服器都是對全球玩家開放的，任何人皆可暢遊美國、亞洲、歐洲等所有伺服器，體驗各國不同的遊戲文化。
- 技能多元

不同於其它遊戲的等級升級系統，網路創世紀中多達五十餘種的技能，可讓玩家自由搭配以凸顯人物特色。玩家可成為一位精通格鬥、於各地城冒險的戰士，一位蒐羅各地稀有材料、精通各種工藝的萬能工匠，或一位法力高強，施展魔法來進行戰鬥的巫師。
- 物品生產

遊戲中有著擬真且多樣化的生產體系。在採集各項自然資源並經過加工後，可製成食用、使用、擺飾、裝備在身上的多種物品。經由不同的生產鏈，諸如割下的羊毛或皮革可做成衣服皮甲，挖出的鐵礦可鍛冶成武器盔甲，砍伐的木材可製成傢俱弓箭，在蒙丹遺產章節後，可在生產過程中加入各式稀有材料，以製作威力強大的神兵利器。
- 房屋設計

在不列顛尼亞，居民可以擁有自己的家。玩家可以搭蓋系統內建不同風格的房屋，小至木屋平房，大至城堡要塞，在暗黑紀元章節中則開放玩家發揮創意來自行設計。房屋的功用除了有歸屬感外，亦可在有限的銀行空間外貯放大批物品，日後改版中也逐次提升貯放容量。房屋的用途可以是私人住宅，也可以對外開放當個購物中心。地基愈大的房屋費用愈高，自訂屋使用的建材愈多時費用也愈高。
- 陣營戰爭

不列顛尼亞並不是一個完全和平的世界，在鏡子的另一端，戰爭正如火如荼的進行。在斐盧卡的世界中是允許玩家間戰鬥的，玩家可以依自己的意志加入公會戰、四大陣營之戰，秩序與渾沌之戰，或無止盡的PK。
- 生物馴養

口吐烈焰的噴火巨龍是馴獸師的忠實戰友。透過馴服技能，可以將野生動物馴服成寵物坐騎，亦可驅使力量強大的猛獸怪物為己作戰...前提是有足夠的能力駕馭牠們，並餵飽牠們。
- 八大美德

不列顛尼亞所歌頌的八大美德，也是不列顛尼亞中八座主要城市的象徵：憐憫Compassion（不列顛城Britain）、靈性Spirituality（史卡拉坡城Skara Brae）、誠實Honesty（昇月城Moonglow）、勇氣Valor（傑倫城Jhelom）、公正Justice（紫杉城Yew）、犧牲Sacrifice（米諾克城Minoc）、榮譽Honor（特林西克城Trinsic）、謙遜Humility（美琴西亞城New Magincia）。藉由戰鬥、奉獻名聲、進行任務的方式來提昇美德等級，可以額外獲得各種實用效果。
- 植物栽培

藉由狩獵或任務獲得的種子，經過播種、澆水、施肥等過程後，生成為各式各樣的花草樹木，並可透過交叉授粉培植出不同型體及顏色的後代。部份植物可生產特殊資源，剪除後的植物除了裝飾用途外，亦可做為天然染劑的原料。

## 遊戲版本

UO十年改版封面。

### 資料片
大規模的資料擴充，包含新增的陸地、技能、任務、物品、遊戲機制等。
- 次世代 簡稱：UO T2A (Ultima Online: The Second Age)(1998年10月24日)

第一套資料片，新增地圖Lost Lands（失落的大陸，或直接稱為T2A）。在往後的改版中此大陸也被區分為斐盧卡和崔美爾。
- 文藝復興 簡稱：UOR (Ultima Online: Renaissance)(2000年5月4日)

不列顛尼亞分裂為一體兩面的大陸，原大陸稱為Felucca（斐盧卡，或稱UO），另一面的大陸稱為Trammel（崔美爾，或稱UOR），兩地之間可透過月門或月石傳送。斐盧卡維持舊有遊戲規則，成為互相攻伐的血腥之地，崔美爾則是一個禁止惡意行為的和平大陸。
- 黎明曙光 簡稱：UO3D (Ultima Online: Third Dawn)(2001年3月27日)

新增3D地圖Ilshenar（依絲娜大陸）及3D客戶端程式。
- 黑刺王的復仇 簡稱：UOLBR (Ultima Online: Lord Blackthorn's Revenge)(2002年2月12日)

新增由Dawn帶領玩家們對抗黑刺王的系列劇情，原本限用3D版才可進入的伊絲娜大陸亦可用2D版進入。此版本開始介紹美德系統。
- 暗黑紀元 簡稱：UOAOS (Ultima Online: Age of Shadows)(2003年2月11日)

新增地圖Malas（瑪斯拉大陸），新職業技能聖騎士、死靈法師，全新房屋自建系統，武器裝備屬性化（物理、火焰、毒物、寒冷、能量）為歷次改版以來物品系統最大變革，瑪斯拉大陸亦提供玩家更多蓋屋用地。
- 武士帝國 簡稱：UOSE (Ultima Online: Samurai Empire)(2004年11月2日)

新增地圖Tokuno Islands（德野島），新職業技能忍者、武士，日式風格融入遊戲。
- 蒙丹遺產 簡稱：UOML (Ultima Online: Mondain's Legacy)(2005年8月30日)

新增精靈種族、九座新地城、新技能秘術，增加多種稀有材料用以製造神兵，房屋儲存量增加20%。目前官方所提供的14天試玩序號由此版本開始，若想進行之後的版本仍需付費取得。
- 冥河深淵 簡稱：UOSA (Ultima Online: Stygian Abyss)(2009年9月8日)

新增翼魔種族和地圖Ter Mur（特穆爾大陸），新地城Stygian Abyss、UnderWorld，新技能附魔、投擲、玄術，強化3D客戶端。附魔技能的出現讓個人化的神兵時代來臨。

### 擴充包／主題包
規模較小的資料擴充以強化現有版本，包含新增的任務、物品、遊戲機制等。
- 公海 簡稱:UOHS (Ultima Online: High Seas)(2010年10月12日)

以海上活動為主題，新增海上市場、新款船艦、海戰系統、新漁獲與相關任務、房屋和銀行儲存量增加20%。
- 鄉村主題包 ＆ 哥德主題包 (Rustic Theme Pack ＆ Gothic Theme Pack)(2011年6月6日)

以房屋設計為主題，新增特殊建材、裝飾物、傢俱容器等。

### 其它
- Publish：不定時且頻繁的小型更新或修正，一般不需額外付費即可使用。

## 客戶端與系統需求
傳統版客戶端（Classic Client）：或稱2D版。為營運初期沿用至今的遊戲程式。
增強版客戶端（Enhanced Client）：或稱3D版。最初的3D介面是由黎明曙光版本（2001年）開始，經過王國復興版本（2007年）後，到冥河深淵版本時成為最終的3D介面。2D或3D版兩者可擇一進行遊戲。
|          | Classic Client             | Enhanced Client                    | 建議配備                                          |                         |
| -------- | -------------------------- | ---------------------------------- | ------------------------------------------------- | ----------------------- |
| 作業系統 | Windows XP、Windows 98     | Windows XP、Windows Vista          | Windows XP、Windows Vista                         |                         |
| CPU      | Pentium II 400MHz          | Pentium III 1GHz、Athlon 1GHz      | Intel Core 2 Duo 1.8GHz、AMD Athlon 64 3000+ 1GHz |                         |
| 記憶體   | 128MB                      | 512MB以上                          | 1GB以上                                           |                         |
| 硬碟空間 | 1.5GB以上                  | 4GB以上                            | 4GB以上                                           |                         |
| 顯示卡   | 相容DirectX 9.0的8MB顯示卡 | 相容DirectX 9.0的64MB 3D圖形加速卡 | 128MB 3D圖形加速卡                                |                         |
| 音效     | 支援DirectX 9.0之音效卡    | 支援DirectX 9.0之音效卡            | 支援DirectX 9.0之音效卡                           | 支援DirectX 9.0之音效卡 |
| 網路連線 | 56.6 Kbps以上              | 56.6 Kbps以上                      | 56.6 Kbps以上                                     | 56.6 Kbps以上           |

## 軼聞

Beta測試期間，不列顛王被暗殺。

- 不列顛王（英语：lord british）遇刺事件

1997年8月8日Beta測試期間，不列顛王當時由UO製作人理查·蓋瑞特所扮演，在黑刺王的城堡舉辦一場對玩家的演說中，被一個名為Rainz的玩家用火牆術當場燒死。此次事件震驚整個UO世界，各遊戲媒體多有報導。
Rainz是一位23歲玩家，任職於印第安納波利斯的一家網路軟體開發公司。他事後回憶道：「當時不列顛王和黑刺王正在遊戲中演講，由於有太多的玩家同時湧入造成伺服器癱瘓。伺服器恢復正常時，我和公會同伴Helios一起溜達到不列顛。我們來到了他們第一次對玩家演說的地方：黑刺王城堡，當時不列顛王、黑刺王和他的弄臣們在城牆上正對著人們演說。可惜我那時用的角色不是魔法師，從魔法書裡找個魔法來用是不可能的了。幸運的是，我用的職業是個盜賊，有著高超的偷竊技巧。我努力地在人群中搜查他們的包包，最後讓我偷到了一張火焰力場卷軸，所以接下來事情好辦多了。我就對著城牆使用了這個卷軸，看看會發生什麼事。當時不列顛王和黑刺王看到了我的舉動，“嘿嘿，試得好！”他們說，但我不確定是誰說的，當時的情況十分有趣，我以為要被閃電之類的魔法擊斃了，或者是其他的什麼厄運要降臨到我的頭上時，沒想到不列顛王慘叫一聲，他倒地死了！！這場動亂之後，黑刺王或是什麼力量召來了四隻惡魔進城，接下來就是場大屠殺。」
事後Origin Systems和理查·蓋瑞特聲明，這起事件只是單純的人為疏失，在伺服器重新啟動後原本應將角色設定為無敵，而他們卻忘了。Rainz的遊戲帳號很快就被停權，但據官方表示，他被停權和這次謀殺事件無關，在這之前他就已屢遭控訴不當使用BUG殺害玩家，當然，這也是因為他的謀殺行為太受矚目才被調查。這則事件曾被當時業界雜誌列為大標題，而Rainz甚至被捧成英雄，在MMORPG的歷史上留了名。
- Ultima Online 2

EA曾於1999年發表UO2的開發計劃，但在2001年因某些因素喊停。目前有消息傳出，UO的原製作人理查·蓋瑞特已向EA買下創世紀系列版權著手進行UO2開發，並預計2011年中展開測試，但此一消息並沒有可靠來源，且EA官方對此也沒有出面證實，甚至部份玩家也斥為子虛烏有謠言一場。

## 討論
- MMORPG始祖

最早的MMORPG是以文字為本，或無圖像的MUD遊戲，日後才衍生出以圖像為主的多人網路遊戲，如早期的子午線59、網路創世紀、無盡的任務（EverQuest），其中子午線59與網路創世紀，常被拿來討論何者為真正的MMORPG始祖，故前項所指的MMORPG，實為圖形化的MMORPG。在廣泛的討論中，1995年12月由3DO公司發表、1996年9月商業營運的子午線59，被多數認可為真正的(圖形化)MMORPG始祖，但網路創世紀由於著名的系列前作，以及經營上的成功卻較子午線59廣為人知。

## 成就
- 金氏世界記錄

以八項記錄入選金氏世界記錄：2008年玩家版，這些記錄包括了第一款達到10萬玩家的MMORPG，營運最久的MMORPG，第一個且唯一能殺死不列顛王的玩家等。
- GDC Online Awards名人堂

2010年10月獲得由遊戲開發者論壇（游戏开发者大会；GDC）所主導之游戏开发者选择奖的名人堂奬項，這也是第一個入選該名人堂的網路遊戲。報導中表示，由Origin Systems及理查·蓋瑞特所領導開發的網路創世紀雖非第一款MMORPG，卻開創了日後遊戲新型態並成為風潮，即使早在1997年就已推出仍營運至今。

## 外部連結
官方網站
- （英文）Ultima Online官方網站 （页面存档备份，存于）
- （繁體中文）藝電幫
- （繁體中文）台灣Origin數位下載商店 （页面存档备份，存于）

遊戲資訊
- （繁體中文）UO大魔導資料站 （页面存档备份，存于）
- （英文）UO Guide - Ultima Online encyclopedia （页面存档备份，存于）
- （英文）UO Stratics （页面存档备份，存于）
- （日語）UO職人の部屋 （页面存档备份，存于）